# Thomas Mussweiler
Thomas Mussweiler (* 6. Juli 1969 in Wittlich) ist ein deutscher Sozialpsychologe.

## Leben
Nach dem Studium der Psychologie in Trier und Worcester, MA, USA promovierte er 1997 an der Universität Trier und habilitierte fünf Jahre später an der Universität Würzburg. Dort war er von 1995 bis 1998 als wissenschaftlicher Mitarbeiter am DFG-Projekt „Urteilsbildung und Gedächtnis“ tätig. Mit einem Postdoktoranden-Stipendium der Deutschen Forschungsgemeinschaft führte er bis 2000 einen Forschungsaufenthalt an der Northwestern University und an der Kellogg School of Management in Chicago durch. Von 2000 bis 2004 war er Leiter einer Emmy-Noether-Nachwuchsforschergruppe an der Universität Würzburg. Von 2002 bis 2003 vertrat er dort eine Professur für Arbeits-, Betriebs- und Organisationspsychologie. Ab 2005 hatte er eine Professur für Sozialpsychologie an der Universität zu Köln inne. Von 2015 bis 2016 war Mussweiler zudem Vize-Sprecher des „University of Cologne Center of Excellence for Social and Economic Behavior“ (C-SEB). Seit 2016 lehrt und forscht er an der London Business School, an welcher er aktuell unter anderem Seminare für Führungskräfte zum Thema "High Performance People Skills for Leaders" abhält.

## Forschung
Zu seinen Forschungsgebieten gehören die Soziale Kognition, Urteils- und Entscheidungsprozesse zur Ankerheuristik, automatisches Verhalten, Selbsturteile, Stereotype und Vergleichsprozesse. Das von ihm aufgestellte und experimentell untersuchte selektive Verfügbarkeitsmodell (selective accessibility model, SAM) erklärt die Entstehung von Assimilations- und Kontrasteffekten bei Urteilsentscheidungen und sozialen Vergleichen. Unabhängige Untersuchungen aus dem Jahre 2019 scheiterten jedoch bei dem Versuch die grundlegenden Annahmen des selektiven Verfügbarkeitsmodells zu bestätigen.
Im Jahr 2001 wurde er in die Junge Akademie an der Berlin-Brandenburgischen Akademie der Wissenschaften und der Deutschen Akademie der Naturforscher Leopoldina berufen. In der Jungen Akademie war er von 2001 bis 2006 Mitglied.

## Auszeichnungen
- 2001: Heinz Maier-Leibnitz-Preis der Deutschen Forschungsgemeinschaft
- 2002: Jos Jaspars Award der European Association of Experimental Social Psychology
- 2004: Charlotte- und Karl-Bühler-Preis der Deutschen Gesellschaft für Psychologie; European Young Investigator Award der European Science Foundation
- 2006: Gottfried-Wilhelm-Leibniz-Preis
- 2015: Mitglied der Leopoldina[6]

## Schriften (Auswahl)
- Thomas Mussweiler: Comparison processes in social judgment: Mechanisms and consequences. In: Psychological Review. Band 110, Nr. 3, Juni 2003, S. 472–489, doi:10.1037/0033-295X.110.3.472.
- Thomas Mussweiler, Kai Epstude: Relatively fast! Efficiency advantages of comparative thinking. In: Journal of Experimental Psychology: General. Band 138, Nr. 1, Januar 2009, S. 1–21, doi:10.1037/a0014374.
- Thomas Mussweiler, Katja Rüter, Kai Epstude: The man who wasn't there: Subliminal social comparison standards influence self-evaluation. In: Journal of Experimental Social Psychology. Band 40, Nr. 5, August 2004, S. 689–696, doi:10.1016/j.jesp.2004.01.004.
- Adam D. Galinsky, Thomas Mussweiler: First offers as anchors: The role of perspective-taking and negotiator focus. In: Journal of Personality and Social Psychology. Band 81, 2001, S. 657–669, doi:10.1037/0022-3514.81.4.657.
- Thomas Mussweiler, Jens Förster: The sex → aggression link: A perception-behavior dissociation. In: Journal of Personality and Social Psychology. Band 79, 2000, S. 507–520, doi:10.1037/0022-3514.79.4.507.
- Thomas Mussweiler, Fritz Strack: The use of category and exemplar knowledge in the solution of anchoring tasks. In: Journal of Personality and Social Psychology. Band 78, Nr. 6, Mai 2000, S. 1038–1052, doi:10.1037/0022-3514.78.6.1038.